# Якби ж то
«Якби ж то» (рос. «Если бы да кабы») — український телефільм, романтична комедія 2016 року режисера Олега Туранського.  
Прем'єра стрічки відбулась на телеканалі «Україна» 31 жовтня 2016 року.

## Сюжет
Катерині Колєсніковій (Олеся Фаттахова) здається, що життя не склалося. Їй вже 35 років, вона працює на фабриці з пошиття спецодягу, але ж мріє зовсім про інше. Навчаючись в інституті вона робила оригінальні ескізи модного одягу, та мріяла про те, що її вбрання буде показане на світових подіумах. Однак доля розпорядилася інакше: дівчина познайомилася з талановитим музикантом, сином директора банку. Незабаром вони одружилися. Поступово героїня була змушена відмовитися від мрії, а її чоловік залишив музику, перетворившись на звичайного фінансового інспектора. Через час та безліч розчарувань, з'явилося відчуття того що він не та людина з яким варто йти по життю.
Одного разу в Катерини з'являється можливість зайнятися улюбленою справою, але для організації модного показу їй необхідно знайти 25 тисяч доларів. Вона звертається за допомогою до чоловіка, але він відмовляє, мотивуючи тим, що не може дозволити собі такі витрати. Через це у них відбувається серйозна сварка. 
І тут у житті Катерини трапляється диво — в результаті помилки вона переноситься разом з горе-винахідником на 15 років тому. Тепер вона знову студентка. Унікальний шанс змінити свою долю, спробувати почати все спочатку.

## У ролях
| Актор                   | Роль                                                                   |
| ----------------------- | ---------------------------------------------------------------------- |
| Олеся Фаттахова         | Катерина Колєснікова, головна роль                                     |
| Анастасія Задорожна     | Владислава Прохорова, головна роль                                     |
| Ганна Кузіна            | Надя, головна роль                                                     |
| Тимофій Каратаєв        | Олексій Колєсніков, головна роль                                       |
| Дмитро Шаракоїс         | Серж Помєранцев, головна роль                                          |
| Ігор Пазич              | Митрофанов, студент                                                    |
| Дмитро Оськін           | Борис Сергійович, директор фабрики                                     |
| Світлана Орличенко      | Анна Сергіївна, директор Будинку моди                                  |
| Олена Колесниченко      | Валентина, секретар директора фабрики                                  |
| Владислав Никитюк       | Антон                                                                  |
| Костянтин Войтенко      | Саня                                                                   |
| Ольга Вівчарюк          | Настя, початківець модельєр                                            |
| Анастасія Блажчук       | студентка                                                              |
| Віталій Іванченко       | поліціянт                                                              |
| Кирило Данчук           | студент                                                                |
| Олеся Гайова            | референт Помєранцева                                                   |
| Олександр Крижанівський | Андрій Олексійович Колесніков, батько Олексія, банкір (немає в титрах) |
| Владислав Онищенко      | студент                                                                |
| Павло Кружнов           | злодюжка                                                               |
| Владислав Мамчур        | поліціянт                                                              |

## Знімальна група
- Продюсери: Лариса Журавська, Влад Ряшин
- Автори сценарію: Олена Зуєва, Леонора Пащенко
- Режисер: Олег Туранський
- Оператор: Олександр Онопрієнко
- Художник: Олександр Заславський
- Композитор: Володимир Кріпак

## Місце фільмування
Зйомки розпочалися у Києві 18 лютого і тривали до березня 2016 року.